# Svømning under sommer-OL 2024 – 400 m fri (damer)
400 meter fri for kvinder under sommer-OL 2024 fandt sted i Olympic Aquatics Centre 27. juli 2024.
| Medaljevindere |                 |               |  |  |  |  |
|                |                 |               |  |  |  |  |
|                |                 |               |  |  |  |  |
|                |                 |               |  |  |  |  |
| Ariarne Titmus | Summer McIntosh | Katie Ledecky |  |  |  |  |
| Australien     | Canada          | USA           |  |  |  |  |

## Rekorder
| Rekorder før mesterskabet | Rekorder før mesterskabet           | Rekorder før mesterskabet | Rekorder før mesterskabet | Rekorder før mesterskabet | Rekorder før mesterskabet | Rekorder før mesterskabet |
| ------------------------- | ----------------------------------- | ------------------------- | ------------------------- | ------------------------- | ------------------------- | ------------------------- |
| Verdensrekord             | Australia Ariarne Titmus, Australia | 3.55,38                   | Langbane-VM               | Fukuoka, Japan            | 23. juli 2023             | [ 2 ] [ 3 ]               |
| Olympisk rekord           | USA Katie Ledecky, USA              | 3.56,46                   | OL 2016                   | Rio de Janeiro, Brasil    | 7. august 2016            |                           |

## Resultater

### Indledende heats
Indledende heats startede 27. juli klokken 11:12.
| Plads | Heat | Bane | Svømmer                  | Nation                | Tid     | Kommentarer |
| ----- | ---- | ---- | ------------------------ | --------------------- | ------- | ----------- |
| 1     | 3    | 5    | Katie Ledecky            | USA                   | 4:02.19 | Q           |
| 2     | 3    | 4    | Ariarne Titmus           | Australien            | 4:02.46 | Q           |
| 3     | 2    | 5    | Erika Fairweather        | New Zealand           | 4:02.55 | Q           |
| 4     | 2    | 4    | Summer McIntosh          | Canada                | 4:02.65 | Q           |
| 5     | 2    | 2    | Jamie Perkins            | Australien            | 4:03.30 | Q           |
| 6     | 2    | 3    | Paige Madden             | USA                   | 4:03.34 | Q           |
| 7     | 2    | 6    | Maria Fernanda Costa     | Brasilien             | 4:03.47 | Q           |
| 8     | 3    | 6    | Isabel Marie Gose        | Tyskland              | 4:03.83 | Q           |
| 9     | 3    | 3    | Li Bingjie               | Kina                  | 4:03.96 |             |
| 10    | 3    | 7    | Liu Yaxin                | Kina                  | 4:04.39 |             |
| 11    | 3    | 1    | Waka Kobori              | Japan                 | 4:08.02 |             |
| 12    | 2    | 1    | Valentine Dumont         | Belgien               | 4:08.25 |             |
| 13    | 3    | 8    | Ajna Késely              | Ungarn                | 4:08.90 |             |
| 14    | 1    | 4    | Leonie Märtens           | Tyskland              | 4:09.62 |             |
| 15    | 2    | 8    | Anastasiya Kirpichnikova | Frankrig              | 4:10.32 |             |
| 16    | 3    | 2    | Gabrielle Roncatto       | Brasilien             | 4:10.46 |             |
| 17    | 2    | 7    | Eve Thomas               | New Zealand           | 4:11.86 |             |
| 18    | 1    | 5    | Agostina Hein            | Argentina             | 4:14.24 |             |
| 19    | 1    | 6    | Anastasiya Zelinskaya    | Usbekistan            | 4:31.71 |             |
| 20    | 1    | 2    | Natalia Jean Kuipers     | Amerikanske Jomfruøer | 4:33.46 |             |
| 21    | 1    | 3    | Karin Belbeisi           | Jordan                | 4:37.30 |             |

### Finale
| Placering | Bane | Svømmer              | Nation      | Tid     | Kommentarer |
| --------- | ---- | -------------------- | ----------- | ------- | ----------- |
| 1         | 5    | Ariarne Titmus       | Australien  | 3:57.49 |             |
| 2         | 6    | Summer McIntosh      | Canada      | 3:58.37 |             |
| 3         | 4    | Katie Ledecky        | USA         | 4:00.86 |             |
| 4         | 3    | Erika Fairweather    | New Zealand | 4:01.12 |             |
| 5         | 8    | Isabel Marie Gose    | Tyskland    | 4:02.14 |             |
| 6         | 7    | Paige Madden         | USA         | 4:02.26 |             |
| 7         | 1    | Maria Fernanda Costa | Brasilien   | 4:03.53 |             |
| 8         | 2    | Jamie Perkins        | Australien  | 4:04.96 |             |